# BloodRayne II: Deliverance
BloodRayne II: Deliverance ist ein Horrorfilm, bei dem Uwe Boll Regie führte. Der Film ist die Fortsetzung von BloodRayne und verbindet den Vampirfilm mit dem Western-Genre. Es ist eine Direct-to-DVD-Produktion.

## Handlung
Der Reporter Newton Piles vom Chicago Chronicle erreicht die Stadt Deliverance eine Woche vor der Einfahrt der ersten transkontinentalen Eisenbahn in der Hoffnung auf spannende Storys aus dem Wilden Westen. Er wird aber bitter enttäuscht, denn es gibt vor Ort nichts Spannendes, das Leben an der Grenze zur Wildnis verläuft äußerst ruhig.
Einige Zeit später aber fällt eine Gruppe Cowboys in Deliverance ein, tötet mehrere Einwohner und entführt deren Kinder. Die Einwohner merken rasch, dass sie den Fremden, denen auch Beschuss durch Kugeln nichts ausmacht, nichts entgegenzusetzen haben und akzeptieren stillschweigend das Treiben. Newton Piles wird vom Anführer der Gruppe verschont, da er will, dass dieser von den kommenden Ereignissen berichtet.
Die Fremden werden von Billy the Kid angeführt, der ebenfalls auf die Eisenbahn wartet, der sich davon erhofft, die von ihm aufgebaute Vampir-Armee nach Westen zu bringen und sich somit über das ganze Land auszubreiten.
Doch die Dhampirin Rayne durchkreuzt diese Pläne, indem sie sich Verbündete sucht und sich den Vampiren stellt. Diese können schließlich besiegt werden, allerdings finden zwei von Raynes Gefährten im Kampf den Tod. Danach macht sich Rayne weiter nach Tombstone auf, wo eine weitere Vampir-Bande ihr Unwesen treiben soll.

## Trivia
- Der Soundtrack besteht unter anderem aus (leicht abgeänderten) Musikstücken aus bekannten Italo-Western, wie z. B. Spiel mir das Lied vom Tod.

## Kritiken
Kevin Carr schrieb auf www.7mpictures.com, dem Film würden bekannte Darsteller wie Kristanna Loken fehlen, die im ersten Film mitgespielt hätten. Einige Teile würden – wie für die Filme von Uwe Boll üblich sei – keinen Sinn ergeben. Die Dialoge seien schlecht. Carr lobte lediglich die erotische Wirkung von Natassia Malthe

„Verfilmung eines Videospiels als blutige Mischung aus Italo-Western und Hammer-Horror. Ein eigenwilliges Sequel, das sein Spektakel vom späten Mittelalter in den Wilden Westen verlegt.“

„Billiger Look, unfreiwillige Komik und kein Erbarmen! Fazit: Bitte erlöst uns von diesem Boll-Werk.“

## Fortsetzung
Unter dem Titel BloodRayne: The Third Reich erschien 2010 ein dritter Teil.